# John Oliver
John William Oliver (* 23. dubna 1977) je anglický politický satirik, spisovatel, producent, televizní moderátor, dabér, kritik a stand-up komik. Je známý především ve Spojených státech díky spolupráci na pořadech The Daily Show with Jon Stewart, satirickém komediálním podcastu The Bugle a jako moderátor John Oliver's New York Stand-Up Show na televizi Comedy Central. Na konci roku 2013 opustil The Daily Show a 27. dubna 2014 začal moderovat Last Week Tonight with John Oliver na HBO. Ve svém rodném Spojeném království je známý především díky pořadu Mock the Week. Oliver je celoživotním fanouškem fotbalového klubu Liverpool FC.